# Joy Beune
Joy Beune (Borne, 28 de abril de 1999) es una deportista neerlandesa que compite en patinaje de velocidad sobre hielo.
Ganó una medalla de oro en el Campeonato Mundial de Patinaje de Velocidad sobre Hielo de 2024 y siete medallas en el Campeonato Mundial de Patinaje de Velocidad sobre Hielo en Distancia Individual entre los años 2019 y 2025.
Además, obtuvo  una medalla de plata en el Campeonato Europeo de Patinaje de Velocidad sobre Hielo de 2025 y dos medallas en el Campeonato Europeo de Patinaje de Velocidad sobre Hielo en Distancia Individual de 2024.

## Palmarés internacional
| Campeonato Mundial                         | Campeonato Mundial        | Campeonato Mundial | Campeonato Mundial      |
| Año                                        | Lugar                     | Medalla            | Prueba                  |
| ------------------------------------------ | ------------------------- | ------------------ | ----------------------- |
| 2024                                       | Inzell (Alemania)         | Medalla de oro     | Clasificación general   |
| Campeonato Mundial en Distancia Individual |                           |                    |                         |
| Año                                        | Lugar                     | Medalla            | Prueba                  |
| 2019                                       | Inzell (Alemania)         | Medalla de plata   | Persecución por equipos |
| 2024                                       | Calgary (Canadá)          | Medalla de oro     | 5000 m                  |
| 2024                                       | Calgary (Canadá)          | Medalla de oro     | Persecución por equipos |
| 2024                                       | Calgary (Canadá)          | Medalla de bronce  | 1500 m                  |
| 2025                                       | Hamar (Noruega)           | Medalla de oro     | 1500 m                  |
| 2025                                       | Hamar (Noruega)           | Medalla de oro     | 3000 m                  |
| 2025                                       | Hamar (Noruega)           | Medalla de oro     | Persecución por equipos |
| Campeonato Europeo                         |                           |                    |                         |
| Año                                        | Lugar                     | Medalla            | Prueba                  |
| 2025                                       | Heerenveen (Países Bajos) | Medalla de plata   | Clasificación general   |
| Campeonato Europeo en Distancia Individual |                           |                    |                         |
| Año                                        | Lugar                     | Medalla            | Prueba                  |
| 2024                                       | Heerenveen (Países Bajos) | Medalla de oro     | Persecución por equipos |
| 2024                                       | Heerenveen (Países Bajos) | Medalla de bronce  | 1500 m                  |